# 圣约翰菲格特里区
圣约翰菲格特里区是聖基茨和尼維斯的14個區之一，位於尼維斯島西南部，北臨聖保羅查爾斯敦區，東鄰圣乔治金杰兰区，南面和西面是加勒比海，首府設於菲格特里，面積22平方公里，2001年人口2,922，人口密度每平方公里132.82人。
该教区的首府是彻奇格朗德。
前种植园斯托尼格罗夫庄园就在这里。
其他村庄包括布朗希尔、普罗斯佩克特、彭布罗克、菲格特里、布朗帕斯丘、科尔希尔、比奇罗德和庞德希尔。